# Cephalosphaera appendiculata
Cephalosphaera appendiculata är en tvåvingeart som först beskrevs av Cresson 1911.  Cephalosphaera appendiculata ingår i släktet Cephalosphaera och familjen ögonflugor. Inga underarter finns listade i Catalogue of Life.